# トヨタ モーター タイランド
トヨタ モーター タイランド（Toyota Motor Thailand Co., Ltd.）は、タイ王国におけるトヨタ自動車の販売・生産会社である。タイトヨタ自動車、タイトヨタなどとも訳される。

## 概要
1957年にトヨタ自動車販売が、バンコク支店を開設し、三井銀行バンコク支店の協力を得て、販売拡大を進めた。1962年にはトヨタ自動車工業とトヨタ自動車販売により、トヨタ モーター タイランドを設立。1964年にサムロン工場を開設し、トヨタ・ダイナなどの組み立てが開始された。1966年ゲートウェイ工場を開設。1967年にはトヨタ モーター タイランドがトヨタ自動車販売バンコク支店を統合。1978年100％子会社のトヨタ オート ボデー タイランドを設立。2007年バンポー工場を開設。

## これまでの主な生産車
- トヨタ・カローラ
- トヨタ・ソルーナ
- トヨタ・ヴィオス
- トヨタ・ヤリス
- トヨタ・ハイラックス（ピックアップトラック）
- トヨタ・カムリ
- トヨタ・C-HR
- トヨタ・ベンチュリー/トヨタ・コミューター（日本名:トヨタ・ハイエース）